# Huevos (álbum)
Huevos es el segundo álbum de Miguel Mateos/ZAS, el tema principal del álbum se centra en la llegada de la democracia a la Argentina en donde la mayoría de las canciones contienen temáticas relacionadas con la esperanza, a las nuevas formas de vida y a la crítica del pasado reciente totalmente dominado por la última dictadura.

## Sencillos
• Un poco de satisfacción
• En la cocina huevos
• Extra, extra
• Mujer sin ley

## Lista de temas
1. Un poco de satisfacción (3:44)
2. Un gato en la ciudad (4:22)
3. En la cocina huevos (3:24)
4. Mi máquina de volar (4:39)
5. Extra, extra (3:56)
6. Su, me robaste todo (4:25)
7. Información confidencial (3:28)
8. Mujer sin ley (4:12)
9. Bobby Moto (2:27)
10. Noticiero TV (3:03)
11. Exilio en París (3:30)

## Músicos
- Miguel Mateos: voz principal y coros, sintetizadores, piano eléctrico y guitarra rítmica
- Pablo Guyot: guitarra principal y coros
- Fernando Lupano: bajo
- Alejandro Mateos batería y coros